# Élections sénatoriales néerlandaises de 2015
Les élections sénatoriales néerlandaises de 2015 (en néerlandais : Eerste Kamerverkiezingen 2015) se tiennent le 26 mai afin d'élire les 75 sénateurs siégeant à la Première Chambre des États généraux pour un mandat de quatre ans.
Se déroulant au scrutin indirect, seuls les membres des douze États provinciaux participent, avec une pondération des voix pour refléter la démographie provinciale. Les élections sénatoriales suivent ainsi les élections provinciales de mars 2015, qui renouvellent la composition du collège électoral. Les membres de la nouvelle Première Chambre prennent leurs fonctions le 9 juin 2015. Leur mandat expire le 11 juin 2019.

## Modalités
Tout citoyen néerlandais de 18 ans au minimum peut se présenter aux élections sénatoriales. Contrairement aux élections municipales, aucune condition de résidence n'est imposée aux candidats lors des élections parlementaires, qu'elles soient législatives ou sénatoriales. De plus, les Néerlandais vivant à l'étranger sont éligibles à ces élections parlementaires.
Bien que le collège électoral ne soit composé que de 570 grands électeurs, chacun d'entre eux dispose, en fonction de la population de la province qu'il représente, d'une valeur de vote (stemwaarde) différente afin de garantir l'équité démographique. La voix d'un élu de la province de Hollande-Méridionale, la plus peuplée, compte pour 655 bulletins tandis que celle d'un élu de Zélande, province la moins peuplée, ne compte que pour 98 bulletins. Telle est la raison pour laquelle les élections sénatoriales de 2015 comptabilisent 169 056 votes, en provenance des seuls 570 électeurs différents.
| Province                | Nombre d'élus provinciaux | Nombre d'habitants | Valeur de vote |
| ----------------------- | ------------------------- | ------------------ | -------------- |
| Hollande-Méridionale    | 55                        | 3 527 449          | 641            |
| Hollande-Septentrionale | 55                        | 2 691 426          | 489            |
| Brabant-Septentrional   | 55                        | 2 453 936          | 446            |
| Gueldre                 | 55                        | 2 005 298          | 365            |
| Utrecht                 | 47                        | 1 228 579          | 261            |
| Overijssel              | 47                        | 1 134 434          | 241            |
| Limbourg                | 47                        | 1 122 631          | 239            |
| Frise                   | 43                        | 647 280            | 151            |
| Groningue               | 43                        | 579 034            | 135            |
| Drenthe                 | 41                        | 491 342            | 120            |
| Flevoland               | 39                        | 391 988            | 101            |
| Zélande                 | 39                        | 381 582            | 98             |

## Partis politiques en présence
| N° de liste | Parti                                                  | Tête de liste     | Nombre de provinces |
| ----------- | ------------------------------------------------------ | ----------------- | ------------------- |
| 1.          | Parti populaire pour la liberté et la démocratie (VVD) | Loek Hermans      | 12                  |
| 2.          | Parti travailliste (PvdA)                              | Marleen Barth     | 12                  |
| 3.          | Appel chrétien-démocrate (CDA)                         | Elco Brinkman     | 12                  |
| 4.          | Parti pour la liberté (PVV)                            | Marjolein Faber   | 12                  |
| 5.          | Parti socialiste (SP)                                  | Tiny Kox          | 12                  |
| 6.          | Démocrates 66 (D66)                                    | Thom de Graaf     | 12                  |
| 7.          | Gauche verte (GL)                                      | Tineke Strik      | 12                  |
| 8.          | Union chrétienne (CU)                                  | Roel Kuiper       | 11                  |
| 9.          | Parti politique réformé (SGP)                          | Peter Schalk      | 6                   |
| 10.         | 50 Plus (50+)                                          | Jan Nagel         | 11                  |
| 11.         | Parti pour les animaux (PvdD)                          | Niko Koffeman     | 10                  |
| 12.         | Groupe indépendant du Sénat (OSF)                      | Hendrik ten Hoeve | 7                   |

## Résultats
Les résultats officiels sont confirmés par le conseil électoral le 28 mai 2015 et rendus publics.
| Parti | Parti | 2011    | 2011   | 2011   | 2015    | 2015   | 2015   | Évolution | Évolution |
| Parti | Parti | Voix    | %      | Sièges | Voix    | %      | Sièges | +/-       | Sièges    |
| ----- | ----- | ------- | ------ | ------ | ------- | ------ | ------ | --------- | --------- |
|       | VVD   | 34 590  | 20,83  | 16     | 28 523  | 16,87  | 13     | -3,96     | -3        |
|       | CDA   | 24 260  | 14,61  | 11     | 25 145  | 14,87  | 12     | +0,26     | +1        |
|       | D66   | 12 651  | 7,62   | 5      | 21 997  | 13,01  | 10     | +5,39     | +5        |
|       | PVV   | 21 709  | 13,07  | 10     | 20 235  | 11,97  | 9      | -1,10     | -1        |
|       | SP    | 17 187  | 10,35  | 8      | 20 038  | 11,85  | 9      | +1,50     | +1        |
|       | PvdA  | 30 078  | 18,11  | 14     | 17 651  | 10,45  | 8      | -7,66     | -6        |
|       | GL    | 10 757  | 6,48   | 5      | 9 520   | 5,63   | 4      | -0,85     | -1        |
|       | CU    | 5 708   | 3,44   | 2      | 8 237   | 4,87   | 3      | +1,43     | +1        |
|       | PvdD  | 2 177   | 1,31   | 1      | 6 073   | 3,59   | 2      | +2,28     | +1        |
|       | SGP   | 2 607   | 1,57   | 1      | 4 597   | 2,72   | 2      | +1,15     | +1        |
|       | 50+   | 2 193   | 1,32   | 1      | 4 388   | 2,60   | 2      | +1,28     | +1        |
|       | OSF   | 2 155   | 1,30   | 1      | 2 652   | 1,57   | 1      | +0,27     | 0         |
| Total | Total | 166 072 | 100,00 | 75     | 169 056 | 100,00 | 75     |           | 0         |